# It Did Make a Difference
It Did Make a Difference är ett samlingsalbum med det Umeåbaserade hardcorebandet Step Forward, utgivet 1996 av skivbolaget Desperate Fight Records. Skivan innehåller samtliga låtar som gruppen skrev.

## Låtlista
1. "Away"
2. "For Myself"
3. "Think Ahead"
4. "Nothing to Say"
5. "My Love"
6. "Deal with It"
7. "3 mil till Vännäs"
8. "Does It Make a Difference"
9. "The Dream"
10. "Killing for Profit"
11. "Filler"
12. "Change Today"
13. "Stop the Madness"
14. "A Point of View"
15. "I Am Me"
16. "False People"
17. "Face the Reality"
18. "Tomorrows World"
19. "4 U"
20. "Steppin Stone"
21. "It Isn't Funny At All"
22. "Try"
23. "I Am Me"
24. "The Dream"
25. "4 U"
26. "We're Gonna Fight"
27. "What Do You Say Moe?"
28. "A Point of View"
29. "Nothing to Say"
30. "Feeding the Fire"
31. "Hide from Truth"
32. "Does It Make a Difference?"
33. "Seeing Is Believing"
34. "Racial Hatred"
35. "My Love"
36. "My Life"
37. "Mommy Can I Go Out and Kill Tonight?"
38. "Step Forward"
39. "Something Else"

## Musiker
- Dennis Lyxzén - sång
- Toft Stade - bas
- Jens Norden - trummor
- Henrik Jansoon - gitarr